# Nor-Am Cup 2007
La Nor-Am Cup 2007 fu la 30ª edizione della manifestazione organizzata dalla Federazione Internazionale Sci.
La stagione maschile iniziò il 27 novembre 2006 a Keystone, negli Stati Uniti, e si concluse il 17 marzo 2007 a Panorama, in Canada; furono disputate 23 delle 25 gare in programma (4 discese libere, 5 supergiganti, 6 slalom giganti, 6 slalom speciali, 2 supercombinate), in 6 diverse località. Lo statunitense Andrew Weibrecht si aggiudicò sia la classifica generale, sia quella di combinata; il suo connazionale Erik Fisher vinse quelle di discesa libera e di supergigante e gli altri statunitensi Tim Jitloff e Cody Marshall rispettivamente quelle di slalom gigante e di slalom speciale. Lo statunitense Jake Zamansky era il detentore uscente della Coppa generale.
La stagione femminile iniziò il 28 novembre 2006 a Winter Park, negli Stati Uniti, e si concluse il 17 marzo 2007 a Panorama, in Canada; furono disputate 21 delle 25 gare in programma (3 discese libere, 4 supergiganti, 6 slalom giganti, 6 slalom speciali, 2 supercombinate), in 6 diverse località. La statunitense Leanne Smith si aggiudicò sia la classifica generale, sia quella di supergigante; la canadese Sherry Lawrence vinse la classifica di discesa libera, le statunitensi Jessica Kelley e Kiley Staples rispettivamente quelle di slalom gigante e di slalom speciale e la canadese Marie-Michèle Gagnon quella di combinata. La statunitense Megan McJames era la detentrice uscente della Coppa generale.

## Uomini

### Risultati
| Data             | Località     | Nazione     | Spec. | Primo              | Secondo           | Terzo                             |
| ---------------- | ------------ | ----------- | ----- | ------------------ | ----------------- | --------------------------------- |
| 27 novembre 2006 | Keystone     | Stati Uniti | GS    | Alessandro Roberto | Kalle Palander    | Jake Zamansky                     |
| 28 novembre 2006 | Keystone     | Stati Uniti | GS    | Alessandro Roberto | Steve Missillier  | Joël Chenal Gauthier de Tessières |
| 29 novembre 2006 | Keystone     | Stati Uniti | SL    | Kentarō Minagawa   | Stéphane Tissot   | Patrick Biggs                     |
| 30 novembre 2006 | Keystone     | Stati Uniti | SL    | Michael Janyk      | Alexander Koll    | Gaëtan Llorach                    |
| 7 dicembre 2006  | Lake Louise  | Canada      | DH    | Stefan Guay        | Gareth Sine       | Christopher Beckmann              |
| 8 dicembre 2006  | Lake Louise  | Canada      | DH    | Stefan Guay        | Andrew Weibrecht  | Erik Fisher                       |
| 13 dicembre 2006 | Panorama     | Canada      | SC    | Andrew Weibrecht   | Adam Cole         | Erik Fisher                       |
| 13 dicembre 2006 | Panorama     | Canada      | SG    | Andrew Weibrecht   | Erik Fisher       | Gareth Sine                       |
| 14 dicembre 2006 | Panorama     | Canada      | SG    | Erik Fisher        | Andrew Weibrecht  | Jeremy Transue                    |
| 2 gennaio 2007   | Sunday River | Stati Uniti | GS    | Will Brandenburg   | Tim Jitloff       | Warner Nickerson                  |
| 3 gennaio 2007   | Sunday River | Stati Uniti | GS    | Tim Jitloff        | Scott Barrett     | Andrew Weibrecht                  |
| 4 gennaio 2007   | Sunday River | Stati Uniti | SL    | Tim Jitloff        | Scott Barrett     | Cody Marshall                     |
| 5 gennaio 2007   | Sunday River | Stati Uniti | SL    | Warner Nickerson   | Tim Kelley        | Cody Marshall                     |
| 6 febbraio 2007  | Apex         | Canada      | SC    | Andrew Weibrecht   | Erik Fisher       | Jeffrey Frisch                    |
| 6 febbraio 2007  | Apex         | Canada      | SG    | Jeffrey Frisch     | Erik Fisher       | Andrew Weibrecht                  |
| 7 febbraio 2007  | Apex         | Canada      | SG    | Travis Ganong      | Travis Dawson     | Gareth Sine                       |
| 13 febbraio 2007 | Big Mountain | Stati Uniti | DH    | Jeffrey Frisch     | Erik Fisher       | Gareth Sine                       |
| 14 febbraio 2007 | Big Mountain | Stati Uniti | DH    | Erik Fisher        | Gareth Sine       | Andrew Weibrecht                  |
| 15 febbraio 2007 | Big Mountain | Stati Uniti | SC    | annullata          | annullata         | annullata                         |
| 16 febbraio 2007 | Big Mountain | Stati Uniti | SG    | annullata          | annullata         | annullata                         |
| 16 febbraio 2007 | Big Mountain | Stati Uniti | SG    | Erik Fisher        | Jeffrey Frisch    | Andrew Weibrecht                  |
| 14 marzo 2007    | Panorama     | Canada      | GS    | Tim Jitloff        | Patrick Biggs     | Tim Kelley                        |
| 15 marzo 2007    | Panorama     | Canada      | GS    | Scott Barrett      | Jean-Philippe Roy | Patrick Biggs                     |
| 16 marzo 2007    | Panorama     | Canada      | SL    | Kilian Albrecht    | Patrick Biggs     | Tim Kelley                        |
| 17 marzo 2007    | Panorama     | Canada      | SL    | Tim Kelley         | Paul Stutz        | Kilian Albrecht                   |

Legenda:

DH = discesa libera

SG = supergigante

GS = slalom gigante

SL = slalom speciale

SC = supercombinata

### Classifiche

#### Generale
| Pos. | Nome               | Nazione     | Punti |
| ---- | ------------------ | ----------- | ----- |
| 1    | Andrew Weibrecht   | Stati Uniti | 1015  |
| 2    | Erik Fisher        | Stati Uniti | 965   |
| 3    | Jeffrey Frisch     | Stati Uniti | 592   |
| 4    | Louis-Pierre Hélie | Canada      | 533   |
| 5    | Gareth Sine        | Canada      | 521   |
| 6    | Travis Ganong      | Stati Uniti | 500   |
| 7    | Tim Jitloff        | Stati Uniti | 476   |
| 8    | Scott Barrett      | Canada      | 432   |
| 9    | Tim Kelley         | Stati Uniti | 406   |
| 10   | Will Brandenburg   | Stati Uniti | 394   |

#### Discesa libera
| Pos. | Nome             | Nazione     | Punti |
| ---- | ---------------- | ----------- | ----- |
| 1    | Erik Fisher      | Stati Uniti | 290   |
| 2    | Gareth Sine      | Canada      | 252   |
| 3    | Andrew Weibrecht | Stati Uniti | 236   |
| 4    | Jeffrey Frisch   | Canada      | 222   |
| 5    | Stefan Guay      | Canada      | 200   |

#### Supergigante
| Pos. | Nome             | Nazione     | Punti |
| ---- | ---------------- | ----------- | ----- |
| 1    | Erik Fisher      | Stati Uniti | 360   |
| 2    | Andrew Weibrecht | Stati Uniti | 345   |
| 3    | Travis Ganong    | Stati Uniti | 250   |
| 4    | Gareth Sine      | Canada      | 226   |
| 5    | Travis Dawson    | Canada      | 198   |

#### Slalom gigante
| Pos. | Nome               | Nazione     | Punti |
| ---- | ------------------ | ----------- | ----- |
| 1    | Tim Jitloff        | Stati Uniti | 366   |
| 2    | Scott Barrett      | Canada      | 254   |
| 3    | Alessandro Roberto | Italia      | 200   |
| 4    | Will Brandenburg   | Stati Uniti | 188   |
| 5    | Patrick Biggs      | Canada      | 174   |

#### Slalom speciale
| Pos. | Nome             | Nazione     | Punti |
| ---- | ---------------- | ----------- | ----- |
| 1    | Cody Marshall    | Stati Uniti | 264   |
| 2    | Tim Kelley       | Stati Uniti | 254   |
| 3    | Patrick Biggs    | Canada      | 204   |
| 4    | Warner Nickerson | Stati Uniti | 181   |
| 5    | Scott Barrett    | Canada      | 178   |

#### Combinata
| Pos. | Nome               | Nazione     | Punti |
| ---- | ------------------ | ----------- | ----- |
| 1    | Andrew Weibrecht   | Stati Uniti | 200   |
| 2    | Erik Fisher        | Stati Uniti | 140   |
| 3    | Louis-Pierre Hélie | Canada      | 95    |
| 4    | Adam Cole          | Stati Uniti | 80    |
| 5    | Bump Heldman       | Stati Uniti | 76    |

## Donne

### Risultati
| Data             | Località         | Nazione     | Spec. | Prima                | Seconda          | Terza                            |
| ---------------- | ---------------- | ----------- | ----- | -------------------- | ---------------- | -------------------------------- |
| 28 novembre 2006 | Winter Park      | Stati Uniti | SL    | Veronika Zuzulová    | Kathrin Zettel   | Katie Hitchcock                  |
| 29 novembre 2006 | Winter Park      | Stati Uniti | SL    | Veronika Zuzulová    | Therese Borssén  | Vanessa Vidal                    |
| 30 novembre 2006 | Winter Park      | Stati Uniti | GS    | Jessica Kelley       | Ana Drev         | Brigitte Acton                   |
| 1º dicembre 2006 | Winter Park      | Stati Uniti | GS    | Jessica Kelley       | Resi Stiegler    | Agnieszka Gąsienica-Daniel       |
| 7 dicembre 2006  | Lake Louise      | Canada      | DH    | annullata            | annullata        | annullata                        |
| 8 dicembre 2006  | Lake Louise      | Canada      | DH    | Britt Janyk          | Klára Křížová    | Chelsea Marshall                 |
| 11 dicembre 2006 | Panorama         | Canada      | SG    | Kaylin Richardson    | Leanne Smith     | Émilie Desforges                 |
| 12 dicembre 2006 | Panorama         | Canada      | SC    | Caitlin Ciccone      | Chelsea Marshall | Leanne Smith                     |
| 12 dicembre 2006 | Panorama         | Canada      | SG    | Chelsea Marshall     | Leanne Smith     | Marie-Pier Préfontaine           |
| 3 gennaio 2007   | Mont-Sainte-Anne | Canada      | GS    | Megan McJames        | Émilie Desforges | Shona Rubens                     |
| 4 gennaio 2007   | Mont-Sainte-Anne | Canada      | GS    | Megan McJames        | Shona Rubens     | Émilie Desforges                 |
| 5 gennaio 2007   | Mont-Sainte-Anne | Canada      | SL    | Megan Ryley          | Shona Rubens     | Kiley Staples                    |
| 6 gennaio 2007   | Mont-Sainte-Anne | Canada      | SL    | Sterling Grant       | Laurel Carter    | Jilyne McDonald                  |
| 4 febbraio 2007  | Apex             | Canada      | SG    | annullata            | annullata        | annullata                        |
| 5 febbraio 2007  | Apex             | Canada      | SC    | Marie-Michèle Gagnon | Larisa Yurkiw    | Lyndee Janowiak Chelsea Marshall |
| 5 febbraio 2007  | Apex             | Canada      | SG    | Marie-Michèle Gagnon | Kiley Staples    | Chelsea Marshall                 |
| 8 febbraio 2007  | Big Mountain     | Stati Uniti | SC    | annullata            | annullata        | annullata                        |
| 9 febbraio 2007  | Big Mountain     | Stati Uniti | SG    | Leanne Smith         | Émilie Desforges | Marie-Michèle Gagnon             |
| 13 febbraio 2007 | Big Mountain     | Stati Uniti | DH    | Kelly McBroom        | Sherry Lawrence  | Larisa Yurkiw                    |
| 14 febbraio 2007 | Big Mountain     | Stati Uniti | DH    | Larisa Yurkiw        | Sherry Lawrence  | Julia Littman                    |
| 14 febbraio 2007 | Big Mountain     | Stati Uniti | SG    | annullata            | annullata        | annullata                        |
| 14 marzo 2007    | Panorama         | Canada      | SL    | Kiley Staples        | Shona Rubens     | Hailey Duke                      |
| 15 marzo 2007    | Panorama         | Canada      | SL    | Hailey Duke          | Kiley Staples    | Sterling Grant                   |
| 16 marzo 2007    | Panorama         | Canada      | GS    | Jessica Kelley       | Libby Ludlow     | Shona Rubens                     |
| 17 marzo 2007    | Panorama         | Canada      | GS    | Libby Ludlow         | Shona Rubens     | Jessica Kelley                   |

Legenda:

DH = discesa libera

SG = supergigante

GS = slalom gigante

SL = slalom speciale

SC = supercombinata

### Classifiche

#### Generale
| Pos. | Nome                 | Nazione     | Punti |
| ---- | -------------------- | ----------- | ----- |
| 1    | Leanne Smith         | Stati Uniti | 750   |
| 2    | Kiley Staples        | Stati Uniti | 687   |
| 3    | Chelsea Marshall     | Stati Uniti | 608   |
| 4    | Shona Rubens         | Canada      | 600   |
| 5    | Marie-Michèle Gagnon | Canada      | 586   |
| 6    | Megan McJames        | Stati Uniti | 528   |
| 7    | Larisa Yurkiw        | Canada      | 486   |
| 8    | Jessica Kelley       | Stati Uniti | 452   |
| 9    | Émilie Desforges     | Canada      | 442   |
| 10   | Laurel Carter        | Stati Uniti | 439   |

#### Discesa libera
| Pos. | Nome             | Nazione     | Punti |
| ---- | ---------------- | ----------- | ----- |
| 1    | Sherry Lawrence  | Canada      | 184   |
| 2    | Larisa Yurkiw    | Canada      | 180   |
| 3    | Julia Littman    | Stati Uniti | 140   |
| 4    | Chelsea Marshall | Stati Uniti | 139   |
| 5    | Kelly McBroom    | Canada      | 132   |

#### Supergigante
| Pos. | Nome                 | Nazione     | Punti |
| ---- | -------------------- | ----------- | ----- |
| 1    | Leanne Smith         | Stati Uniti | 310   |
| 2    | Marie-Michèle Gagnon | Canada      | 237   |
| 3    | Chelsea Marshall     | Stati Uniti | 205   |
| 4    | Émilie Desforges     | Canada      | 190   |
| 5    | Kiley Staples        | Stati Uniti | 179   |

#### Slalom gigante
| Pos. | Nome             | Nazione     | Punti |
| ---- | ---------------- | ----------- | ----- |
| 1    | Jessica Kelley   | Stati Uniti | 360   |
| 2    | Megan McJames    | Stati Uniti | 335   |
| 3    | Shona Rubens     | Canada      | 300   |
| 4    | Émilie Desforges | Canada      | 205   |
| 5    | Libby Ludlow     | Stati Uniti | 180   |

#### Slalom speciale
| Pos. | Nome           | Nazione     | Punti |
| ---- | -------------- | ----------- | ----- |
| 1    | Kiley Staples  | Stati Uniti | 269   |
| 2    | Shona Rubens   | Canada      | 255   |
| 3    | Sterling Grant | Stati Uniti | 219   |
| 4    | Hailey Duke    | Stati Uniti | 214   |
| 5    | Laurel Carter  | Stati Uniti | 212   |

#### Combinata
| Pos. | Nome                 | Nazione     | Punti |
| ---- | -------------------- | ----------- | ----- |
| 1    | Marie-Michèle Gagnon | Canada      | 140   |
| 2    | Chelsea Marshall     | Stati Uniti | 130   |
| 3    | Caitlin Ciccone      | Stati Uniti | 100   |
| 4    | Larisa Yurkiw        | Canada      | 80    |
| 5    | Lyndee Janowiak      | Stati Uniti | 60    |
| 5    | Megan Ryley          | Canada      | 60    |
| 5    | Leanne Smith         | Stati Uniti | 60    |